# Sibylle Baier
Pour les articles homonymes, voir Baier.
Sibylle Baier (née le 25 février 1955) est une chanteuse folk américaine d’origine allemande.

## Biographie
Elle a enregistré en Allemagne entre 1970 et 1973 quatorze chansons sur un magnétophone que l’on retrouvera plus de trente ans plus tard sur l’album Colour Green, sorti en 2006. C’est son fils qui offre en 2004 à sa mère ses chansons gravées sur un CD. Après avoir circulé, le CD est édité par un petit éditeur américain, Orange Twin Records (en).
En 1973, elle a fait une courte apparition dans Alice dans les villes de Wim Wenders.
Cette chanteuse à la voix douce avait préféré s’occuper de ses enfants plutôt que de lancer sa carrière.
Le genre folk ayant suscité un regain d’intérêt au milieu des années 2000, certains artistes des années 1970 furent à nouveau écoutés, par exemple Vashti Bunyan, dont l’histoire est en quelques points similaire.
Elle vit aujourd’hui dans le Massachusetts.

## Filmographie
- 1973 : Alice dans les villes (Alice in den Städten) de Wim Wenders (actrice secondaire)
- 1976 : Par ici la bonne soupe (Umarmungen und andere Sachen) de Jochen Richter (composition de la musique)